# Iriya (métro de Tokyo)
Iriya (入谷駅, Iriya-eki) est une station du métro de Tokyo sur la ligne Hibiya dans l'arrondissement de Taitō à Tokyo. Elle est exploitée par le Tokyo Metro.

## Situation sur le réseau
La station Iriya est située au point kilométrique 16,2 de la ligne Hibiya.

## Histoire
La station a été inaugurée le 28 mars 1961.

## Photos

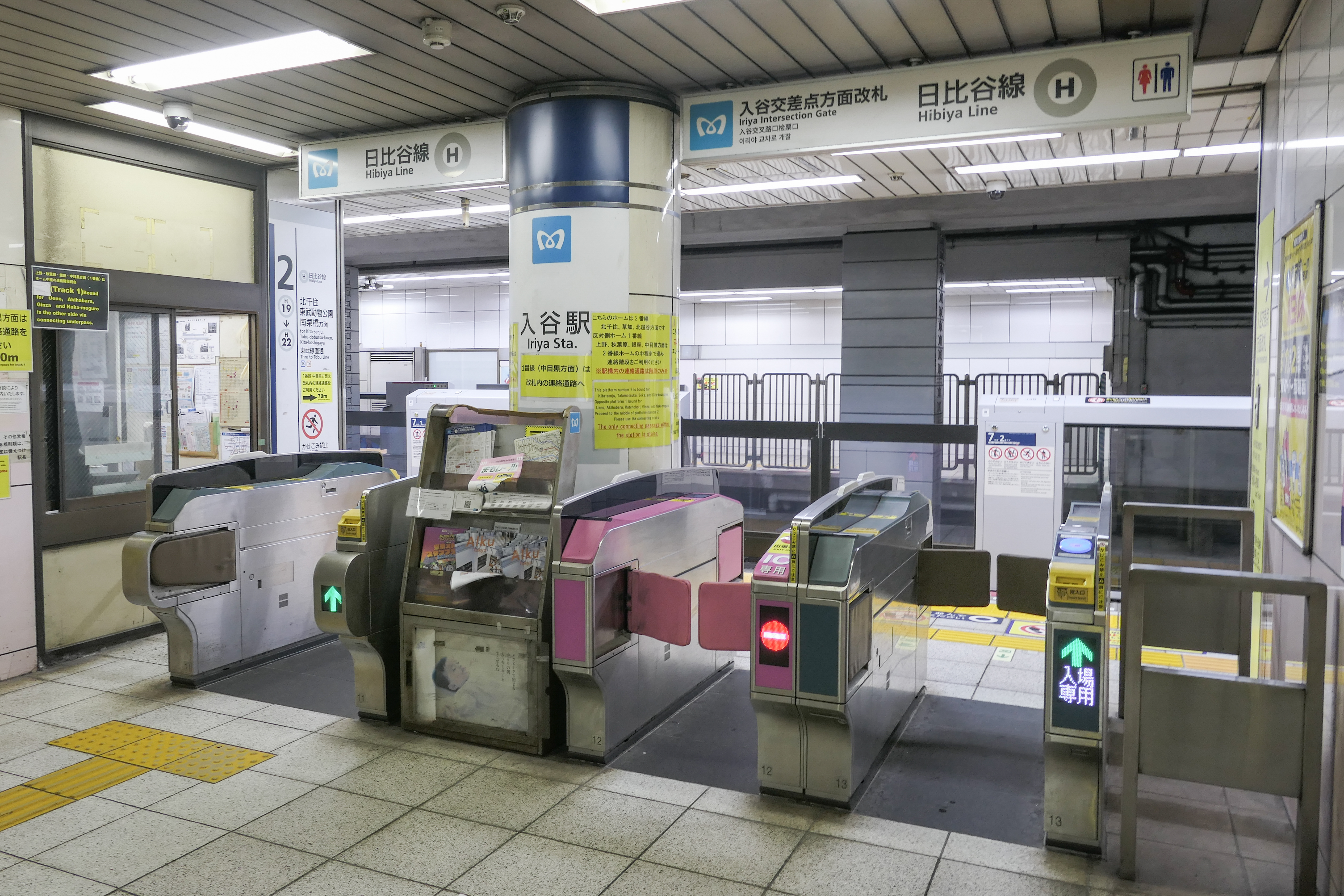
Entrée
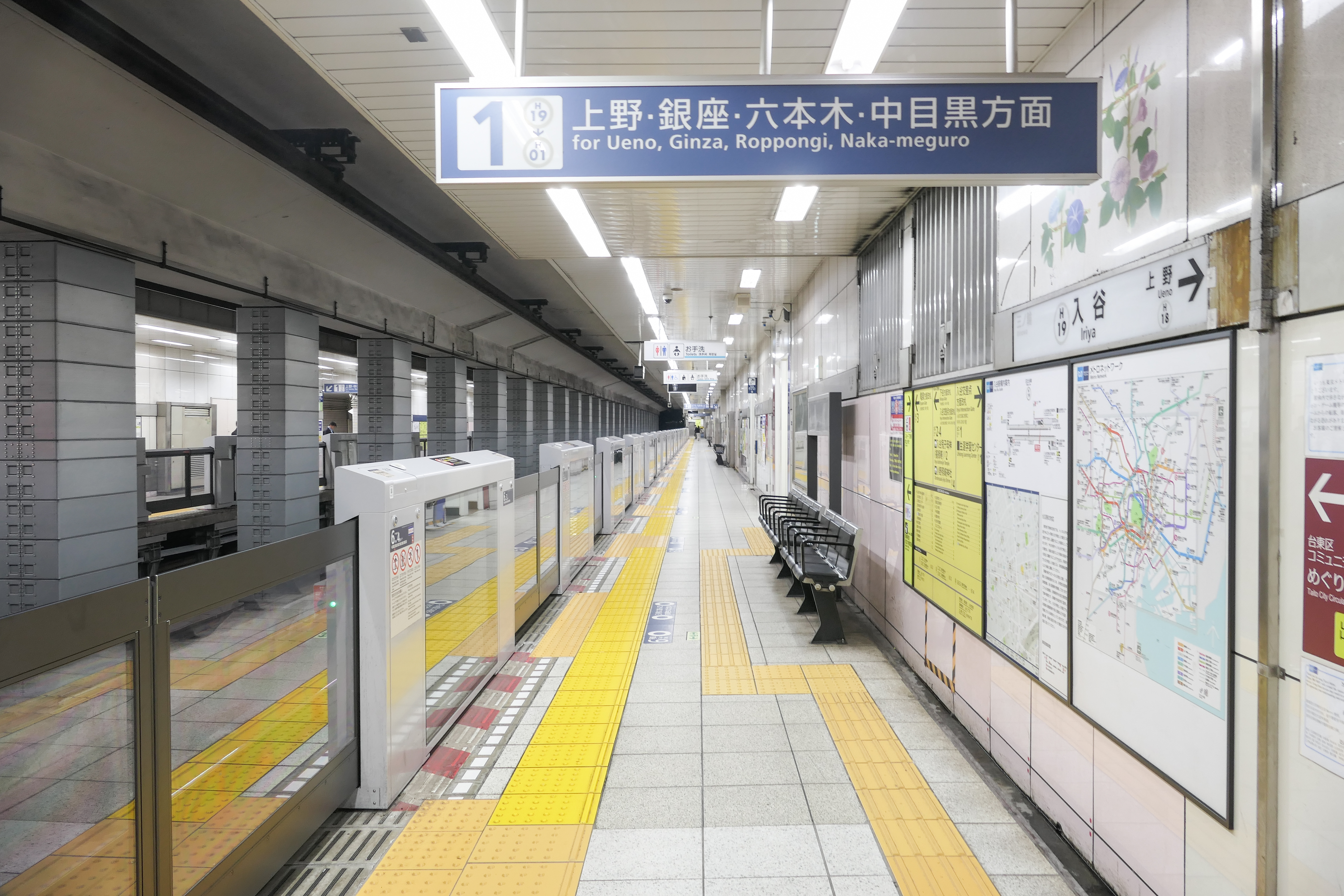
Quai 1
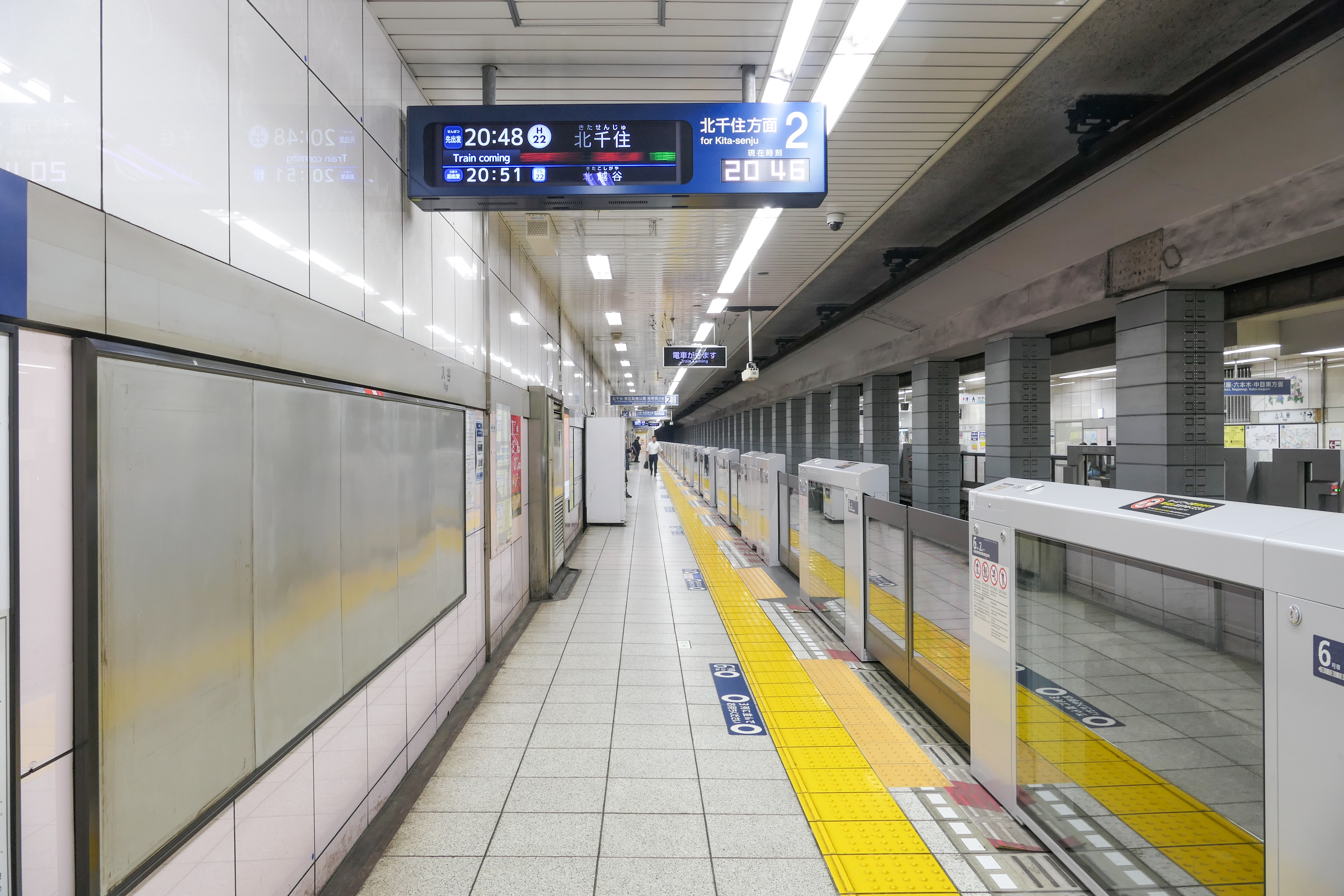
Quai 2

## Services aux voyageurs

### Accès et accueil
La station est ouverte tous les jours. Elle se compose d'un quai central encadré par 2 voies.
En moyenne, 31 184 voyageurs ont fréquenté quotidiennement la station en 2015.

### Desserte
Ligne Hibiya :
- voie 1 : direction Naka-Meguro
- voie 2 : direction Kita-Senju (interconnexion avec la ligne Tōbu Skytree pour Kuki et Minami-Kurihashi)

Installations de la station
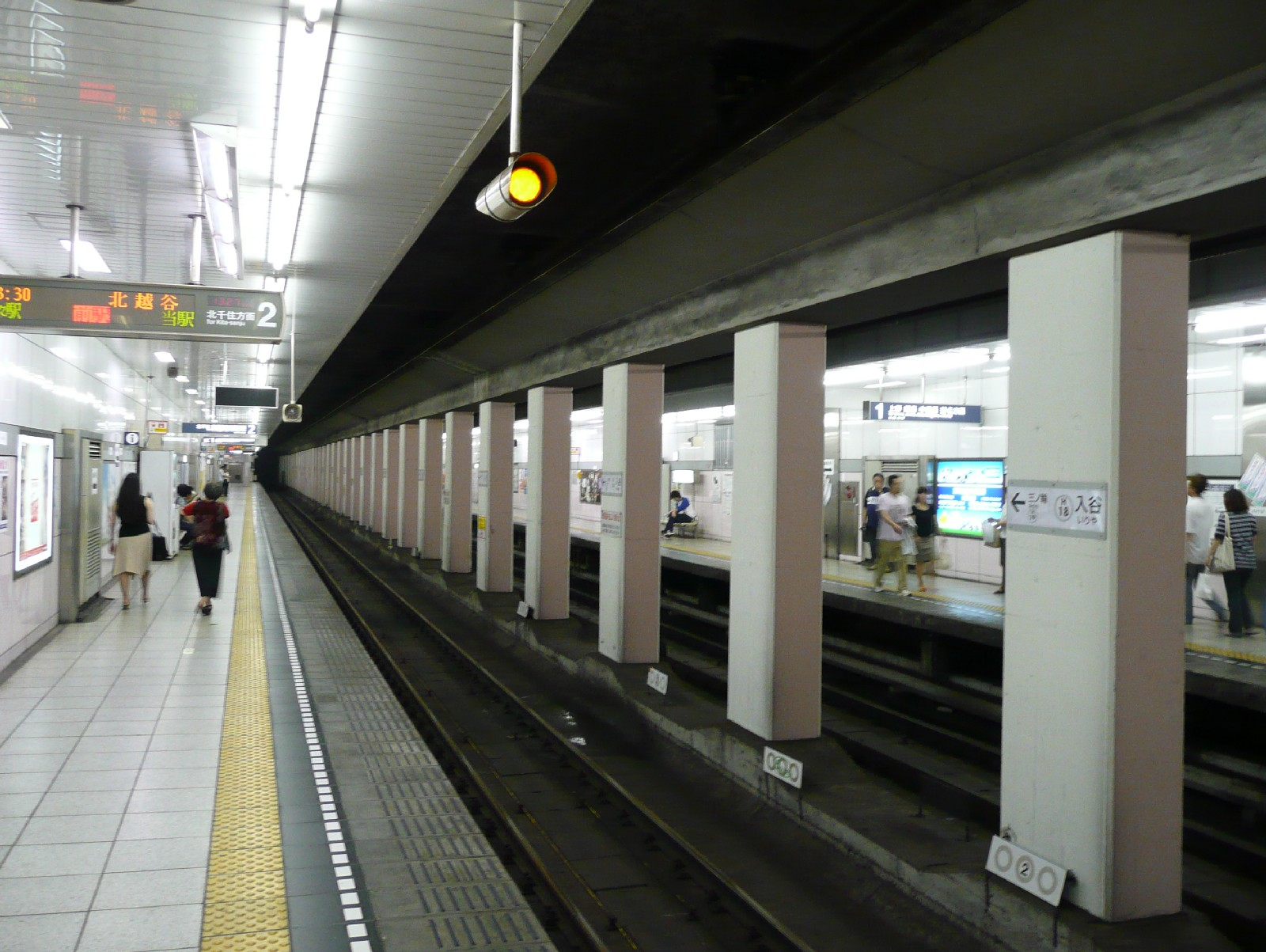
Quais de la ligne Hibiya
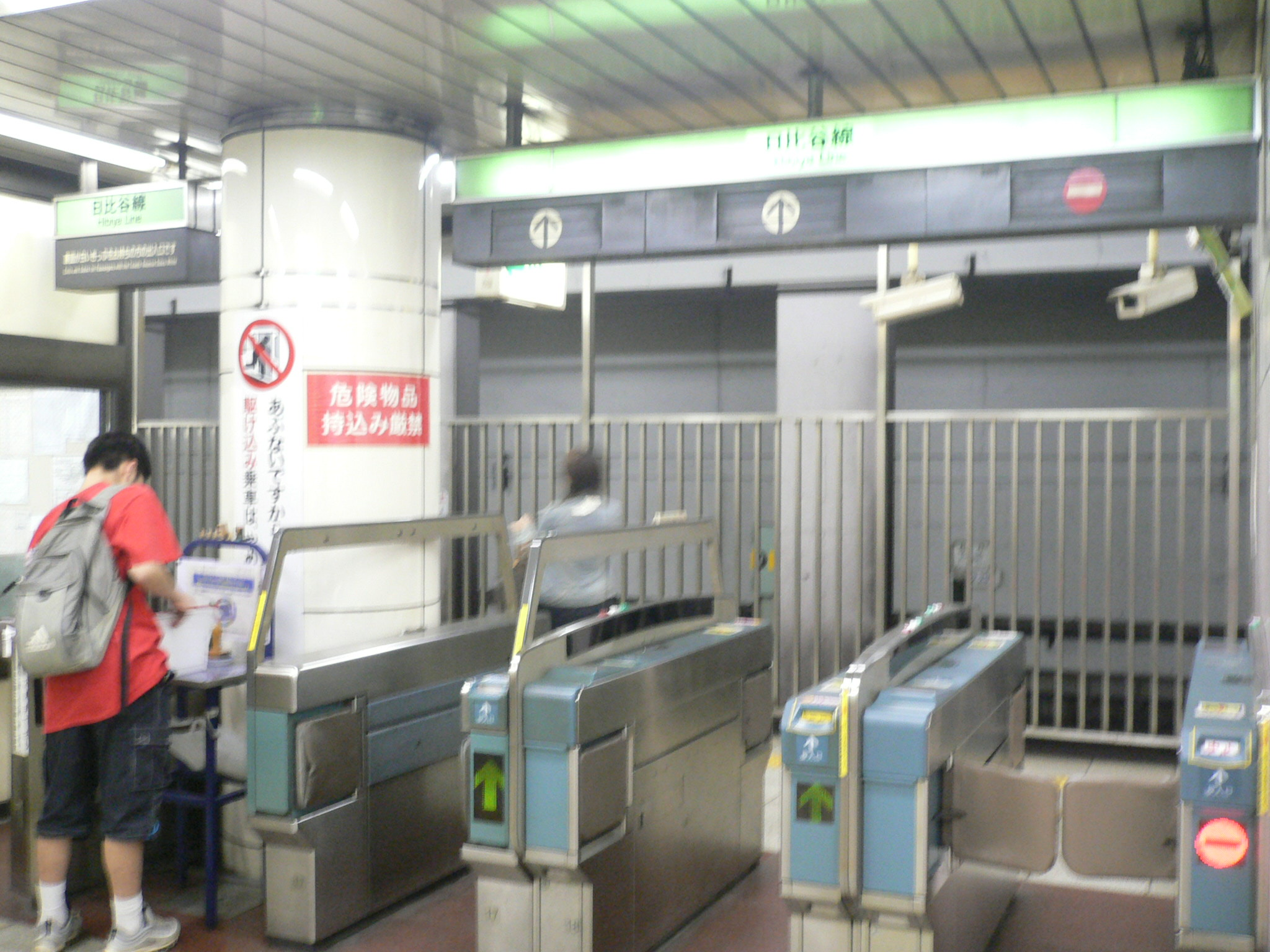
Ligne de contrôle

## A proximité
- Yoshiwara